# ساختمان میراث فرهنگی و گردشگری
ساختمان میراث فرهنگی و گردشگری مربوط به دوره پهلوی دوم- دوره معاصر است و در تهران، خیابان آزادی، نبش زنجان جنوبی واقع شده و این اثر در تاریخ ۲۴ اسفند ۱۳۸۳ با شمارهٔ ثبت ۱۱۴۰۰ به‌عنوان یکی از آثار ملی ایران به ثبت رسیده است.